# Chicoreus asianus
Chicoreus asianus, beskriven av Kuroda 1942, är en havslevande snäckkart som ingår i släktet Chicoreus. Den blir omkring 5,8-15 cm lång och finns i sydöstra Japan, Kina och Vietnam.

## Utseende
Snäckan har en oerhört spröd struktur. Överlag mycket typiskt Chicoreus-utseende med frasiga fötter och markant apex.